# Liste der Fließgewässer im Flusssystem Roter Main

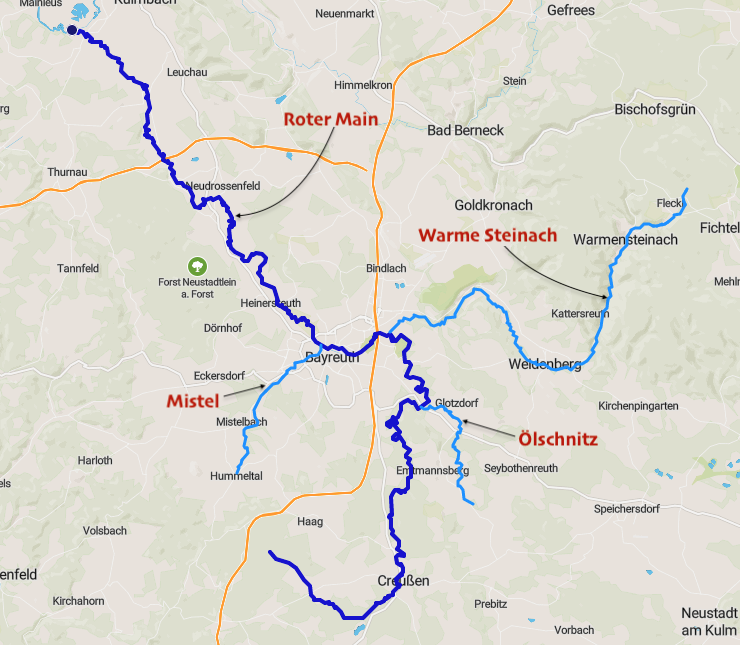
Einzugsgebiet des Roten Mains

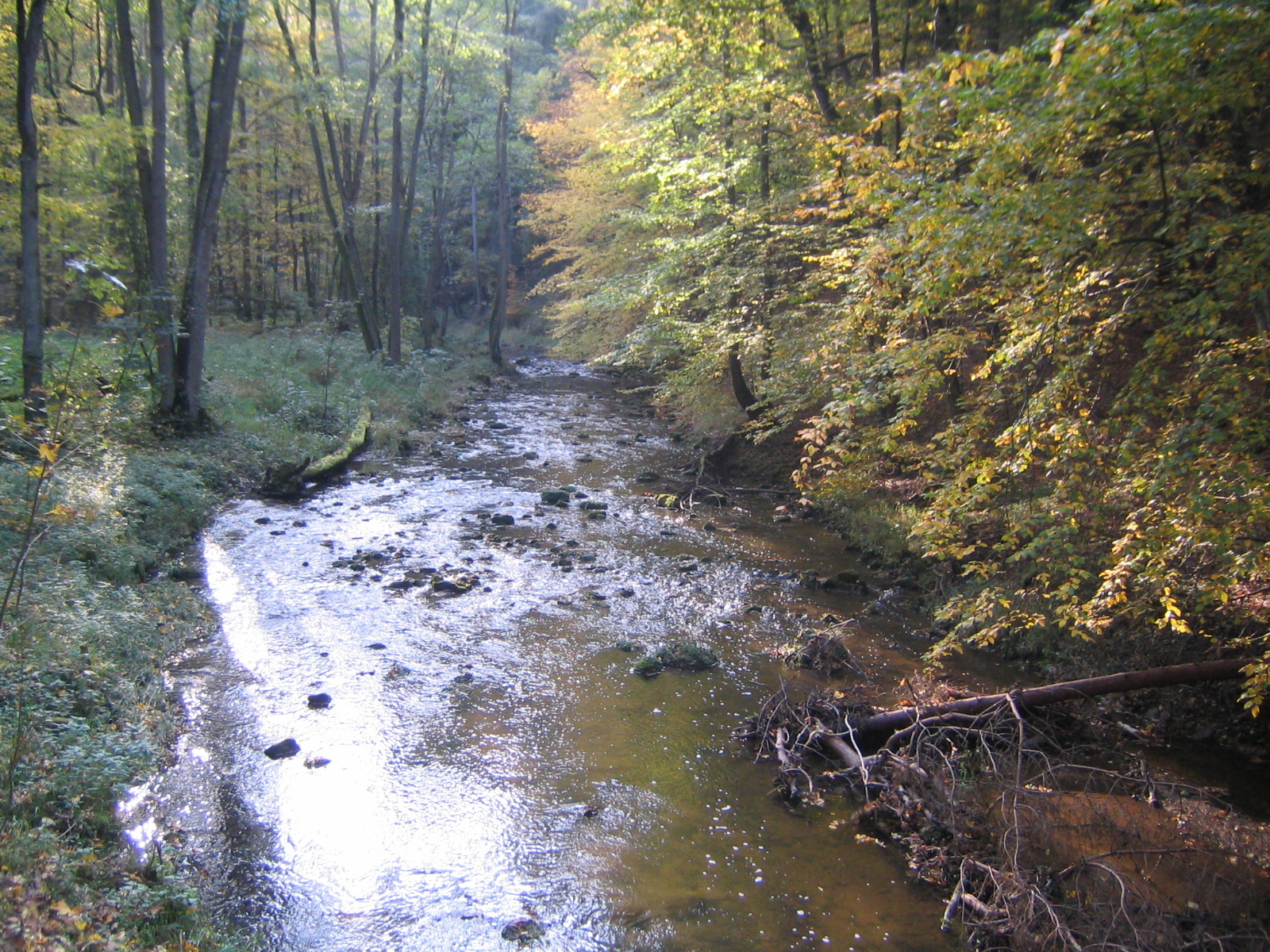
Roter Main zwischen Bodenmühle und Bruckmühle südöstlich von Bayreuth

Die Liste der Fließgewässer im Flusssystem Roter Main umfasst alle direkten und indirekten Zuflüsse des Roten Mains, soweit sie namentlich auf der Topographischen Karte 1:10000 Bayern Nord (DK 10) oder im Kartenservicesystem des Bayerischen Landesamtes für Umwelt (LfU) aufgeführt sind. Namenlose Zuläufe und Abzweigungen werden nicht berücksichtigt. Wenn sich der Gewässername nach dem Zusammenfluss zweier Gewässerabschnitte ändert, werden die beiden Zuflüsse als Quellzuflüsse separat angeführt, ansonsten erscheint der Teilbereichsname in Klammern. Die Längenangaben werden auf eine Nachkommastelle gerundet. Die Fließgewässer werden jeweils flussabwärts aufgeführt. Die orografische Richtungsangabe bezieht sich auf das direkt übergeordnete Gewässer. Teilflusssysteme mit mehr als 20 Fließgewässern sind in eine eigene Liste ausgelagert (→ Flusssystem).

## Roter Main
Der Rote Main ist der 55,1 km lange linke Quellfluss des Mains in Oberfranken.

## Zuflüsse
Direkte und indirekte Zuflüsse des Roten Mains
- Simmelbach (rechts), 2,2 km
- Eschigbach (rechts), 1,5 km
- Hühnerbach (rechts)
- Kupfergraben (Kaigraben[1]) (links)
- Tiefenbach (links)
- Schwarzbach (rechts), 1,6 km (mit Ohrenbach 7,00 km), 12,53 km²
  - Pferchbach (rechter Quellbach)
  - Ohrenbach (linker Quellbach), 5,4 km
    - Schliefergraben (links)
- Metzlersbach (rechts)
- Gosenbach (links), 8,0 km
  - Tannenbach (links)
  - Mausgraben (links)
  - Friedrichsbach (rechts)
  - Gosener Graben[2] (links)
  - Sahrmühlbach (rechts)
  - Freileithener Graben[3] (links)
  - Weinleitenbächlein (rechts)
  - Bocksrückbach (links)
  - Hühnerbach (rechts)
    - Wolfsgraben (rechts)
- Schliefgraben (rechts)
- Schwarzweiherbach (links)
- Weihergraben (links)
- Brunnengraben (rechts)
- Schamelsgraben (rechts)
- Mühlwässerlein (links)
- Schnepfenbach (rechts)
- Thiergartenweihergraben (links)

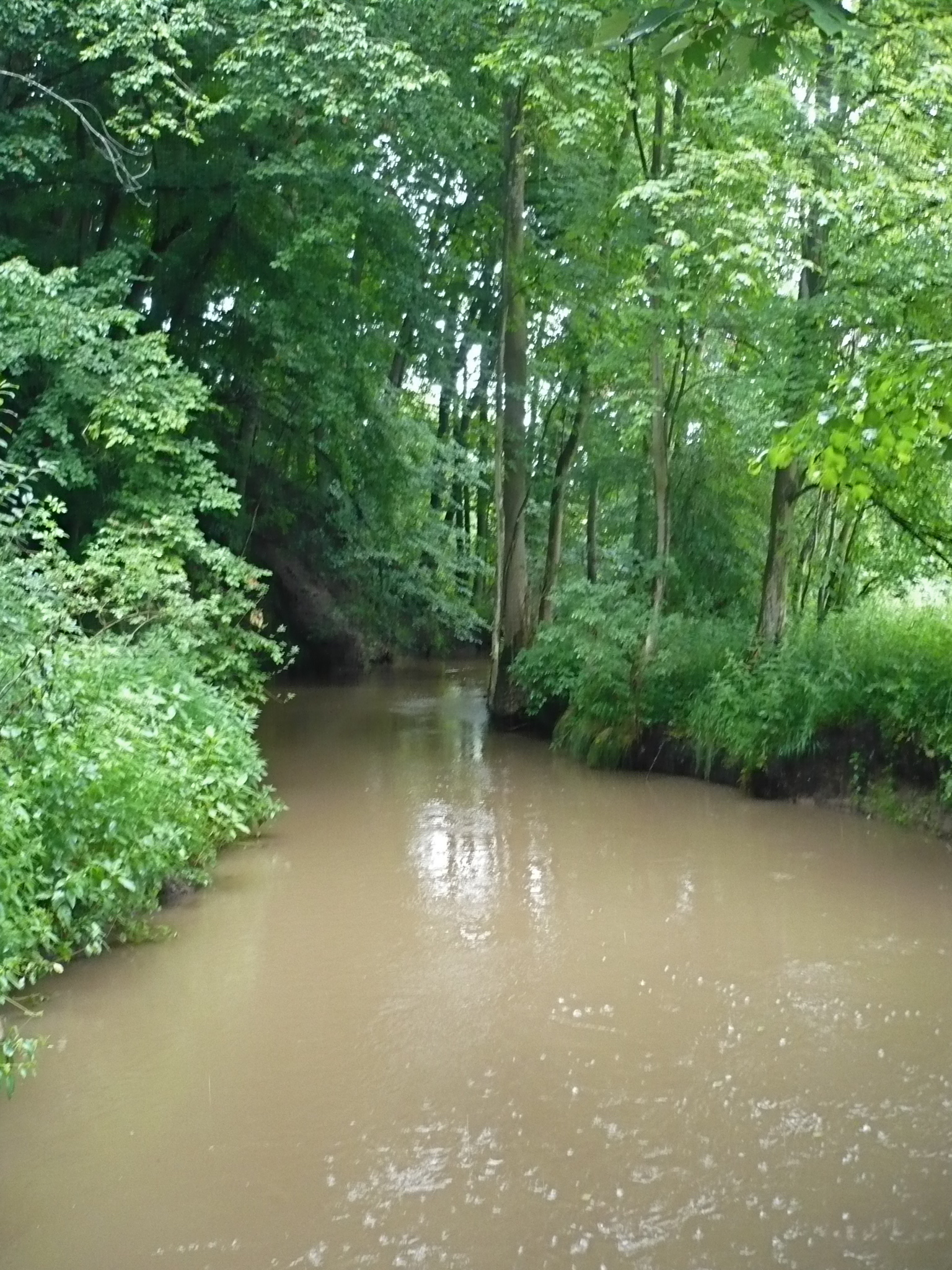
Hochwasser führende Ölschnitz kurz vor der Mündung in den Roten Main

- Ölschnitz (rechts), 6,8 km (mit Laimbach 14,7 km)
  - Laimbach (rechter Quellbach[4]), 1,4 km (mit Kirrlohbach 7,9 km)
    - Kirrlohbach (rechter Quellbach[5]) 6,5 km
    - Rinnleinsbrunnen (linker Quellbach)
    - Kunützbach (rechts)
    - Rostinggraben (rechts)
      - Mühlbach (links)

    - Almosbach (links[6]), 6,9 km
      - Hirtbach (rechts)

  - Bieberswöhrbach (linker Quellbach[7]), 9,0 km
    - Fatschbach (rechts)
    - Lohgraben (links)
    - Fischbach (rechts)
    - Altenkünsberger Bach (links)

  - Oberölschnitzer Bach (links)
  - Lainbach (rechts)
  - Würgersbach (rechts)
  - Mühlbach (rechts)
  - (Bach aus dem Brunngraben) (rechts)
  - (Bach aus dem Fuchsgraben) (links)
- Gereutbach (rechts)
- Bühlersbach (links)

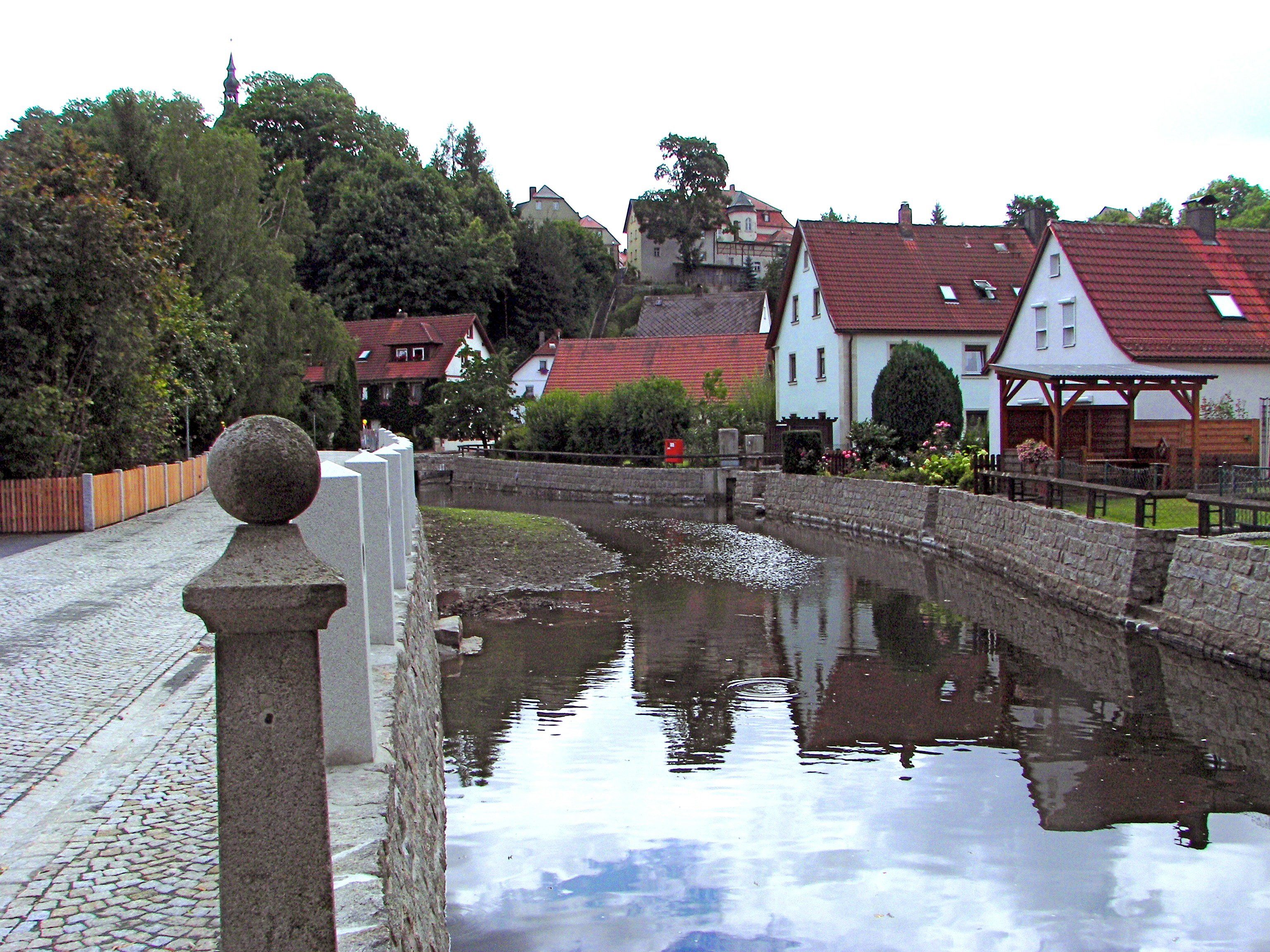
Warme Steinach in Weidenberg

- Warme Steinach (rechts), 24,61 km → Flusssystem

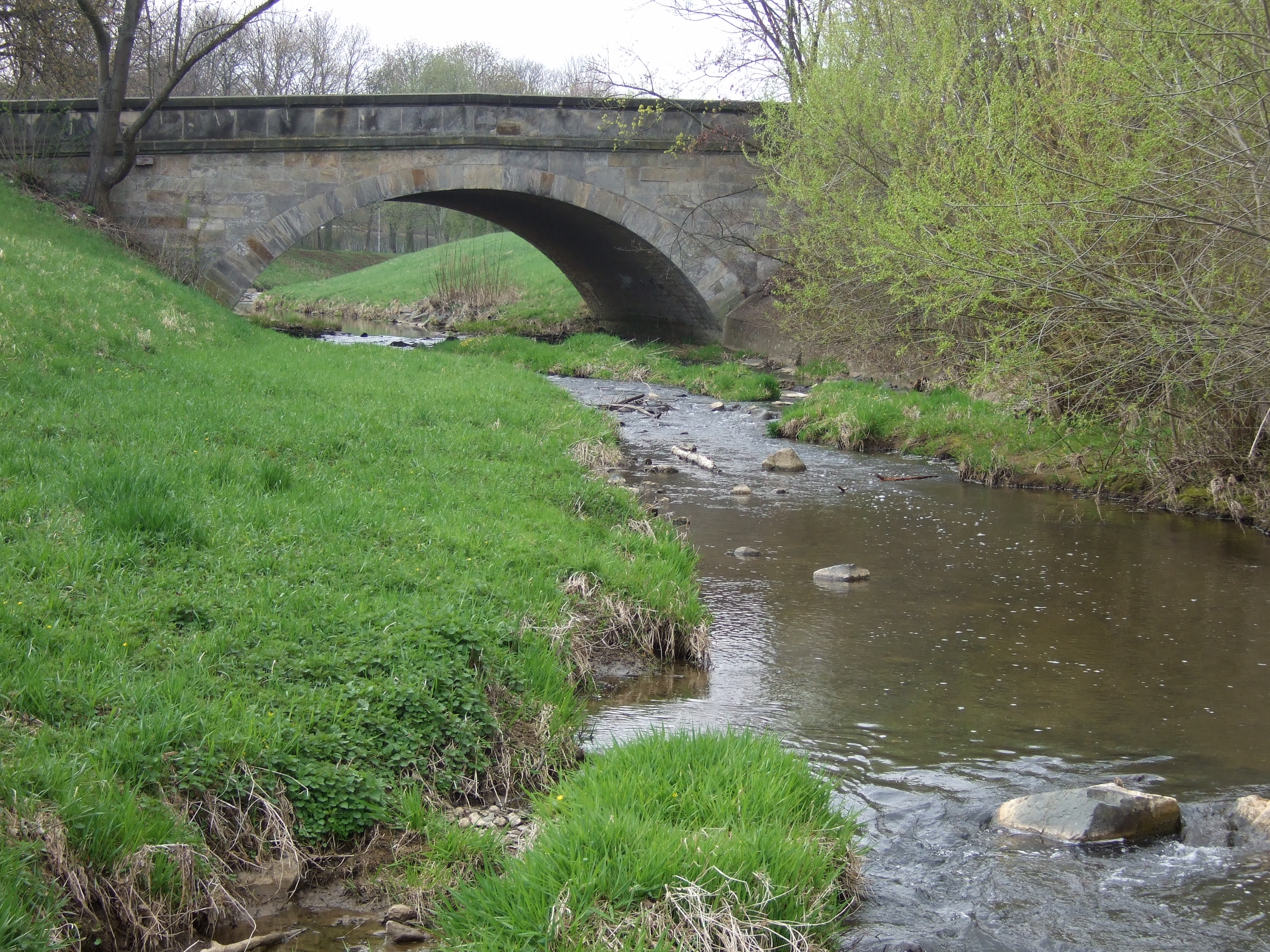
Mistel(bach) in Bayreuth

- Mistel – in Bayreuth Mistelbach (links), 11,4 km → Flusssystem
- Grünbachgraben (rechts)
- Preuschwitzerin (links)
- Cottenbach (rechts), ca. 3,4 km und ca. 6,3 km²
  - Schwerobach (links)
- Tannenbach (links)
- Dühlbach (links), 7,0 km
  - Teufelslochgraben (rechts)
  - Stockbrunnenbach (rechts)
  - Kornbach (links)
- Seebach (rechts)
- Krehmühlbächlein (links)
- Köhlersgraben (links)
- Röttelbach[8] (links), 6,9 km
  - Bärengraben (links)
  - Tesselsbach (rechts)
  - Archensbach (rechts)
  - Hegnenbach (rechts)
    - Zigeunergraben (linker Quellbach)
      - Ausbach (rechts)

    - Grünbach (rechter Quellbach)
- Pechgraben (rechts)
- Erlgraben (rechts)
- Reuthbach[9] (links), 5,9 km
  - Rothbach (links, Hauptoberlauf)[10]
    - Mutzenbach (links, Hauptoberlauf)
    - Höhgraben (rechts)
    - Putzensteingraben (rechts)[10]
    - Markgrafenbrunnenbach (links)

  - Hohenweihergraben (rechter Quellbach[11])
- Schellenbach (rechts)
- Friesenbach (links), 8,9 km
  - Dietzbach (links)
    - Löcherngraben (rechts)

  - Aubach (rechts), 6,0 km
    - Oberer Mühlbach (links)
    - Ruhbach (rechts)
    - Breitenwieser Graben (rechts)
    - Badersbach (links)
    - Weiherbach (links)
    - Kropfenbach (rechts)

  - Stegersgraben (rechts)
- Aubach (rechts)
- Erlenbach (rechts)
- Hirtengraben (links)
- Krummer Lachengraben (Hauptgraben[1]) (rechts)
- Proßer Bach (links), 6,0 km und 9,2 km²
  - Aubach (links)
  - Prinsengraben (rechts)